# برکس فالز
برکس فالز (به انگلیسی: Burk's Falls) یک منطقهٔ مسکونی در کانادا است که در انتاریو واقع شده‌است. برکس فالز ۹۸۱ نفر جمعیت دارد.